# جامعة براندون
جامعة براندون هي جامعة عامة في كندا تأسست عام 1890. تقع في مدينة براندون.

## وصلات خارجية
- الموقع الرسمي